# Безвоздушное распыление
Безвоздушное распыление —  метод распыления (способ нанесения лакокрасочных покрытий, позволяющий получить качественную плёнку) при котором нанесение покрытия происходит с помощью диспергирования потока лакокрасочных материалов (ЛКМ), которое достигается за счёт резкого падения давления при выходе из сопла специальной формы с 200—250 атм (до 500 атм) до атмосферного давления. В данном методе воздух участвует как тормозящая среда, которая уменьшает скорость потока аэрозоля и позволяет ему мягко лечь на окрашиваемую поверхность. К особенностям факела, сформированному безвоздушным окрасочным оборудованием, следует отнести резкую границу краёв пятна и высокую однородность капель по размеру.
Для безвоздушного распыления краски применяют специальное окрасочное оборудование высокого давления, состоящее из насоса, нагнетающего краску (до 200-500 атм), шлангов высокого давления, безвоздушного краскопульта и безвоздушного окрасочного сопла. 
У данной технологии есть два основных достоинства: практически полное отсутствие тумана и очень высокая производительность окрасочных работ по сравнению с воздушным и комбинированным распылением (пневматическим краскопультом). Но есть и очень существенный недостаток: декоративное качество поверхности получаемой лакокрасочной плёнки в 3-4 раза хуже, чем при пневматическом распылении. Также следует заметить, что очень сложно получить стандартную толщину мокрой плёнки 80-100 мкм, особенно при ручном распылении.
Обычно окрасочное оборудование безвоздушного распыления применяют для работы со строительными красками и грунтами при окраске больших площадей плоской формы, или для промышленной окраски, не требующей хорошего качества покрытия: например, железнодорожные вагоны. Широко используется метод безвоздушного распыления при антикоррозионной защите — нанесение промышленных покрытий. ЛКМ распыляет маляр — антикоррозийщик.

## Преимущества
- ниже потери продукта
- отличная эффективность переноса
- выше скорость работы
- больше автономии в работе оператора
- низкое потребление разбавителей
- отлично подходит для тиксотропных лаков
- удобный в работе пистолет
- лучше экология, благодаря уменьшению паров растворителя

## Недостатки
- не идеальный эстетический эффект
- дорогостоящее оборудование
- трудоёмкое техническое обслуживание и промывка
- потери продукта из-за отбоя
- дорогостоящие сопла
- требуются устройства предварительной атомизации